# Satilatlas
Satilatlas Keyserling, 1886 è un genere di ragni appartenente alla famiglia Linyphiidae.

## Distribuzione
Le otto specie oggi attribuite a questo genere sono state reperite nell'Olartico.

## Tassonomia
Questo genere non è un sinonimo posteriore di Maso Simon 1884, secondo due studi: uno dell'aracnologo Strand del 1906 e uno degli aracnologi Chamberlin & Ivie del 1947.
Considerato invece sinonimo anteriore di Perimones Jackson, 1932, a seguito di un lavoro dell'aracnologo Millidge del 1981.
A giugno 2012, si compone di otto specie:
- Satilatlas arenarius (Emerton, 1911) — USA, Canada
- Satilatlas britteni (Jackson, 1913) — Europa
- Satilatlas carens Millidge, 1981 — Canada
- Satilatlas gentilis Millidge, 1981 — USA
- Satilatlas gertschi Millidge, 1981 — Canada
- Satilatlas insolens Millidge, 1981 — USA
- Satilatlas marxi Keyserling, 1886 — Russia, Alaska, Canada
  - Satilatlas marxi matanuskae (Chamberlin, 1948) — Alaska
- Satilatlas monticola Millidge, 1981 — USA

### Sinonimi
- Satilatlas serratipes Simon, 1918); questo esemplare, trasferito qui dal genere Maso Simon, 1884, è stato riconosciuto in sinonimia con S. britteni Jackson, 1932, a seguito di un lavoro di Millidge del 1981[1].